# ده‌نو جمعه
ده‌نو جمعه، روستایی در دهستان دهج از توابع بخش دهج شهرستان شهربابک در استان کرمان است.

## جمعیت
این روستا در دهستان دهج قرار دارد و براساس سرشماری مرکز آمار ایران در سال ۱۳۹۵، جمعیت آن ۸۴ نفر (۲۹ خانوار) بوده‌است.